# At-Tarfawi
At-Tarfawi (arab. الطرفاوي) – wieś w Syrii, w muhafazie Hama. W 2004 roku liczyła 493 mieszkańców.